# Ligularia cymosa
Ligularia cymosa là một loài thực vật có hoa trong họ Cúc. Loài này được (Hand.-Mazz.) S.W.Liu mô tả khoa học đầu tiên.